# Histoire de l'Aunis

Blason de la province
De gueules à la perdrix couronnée d'or

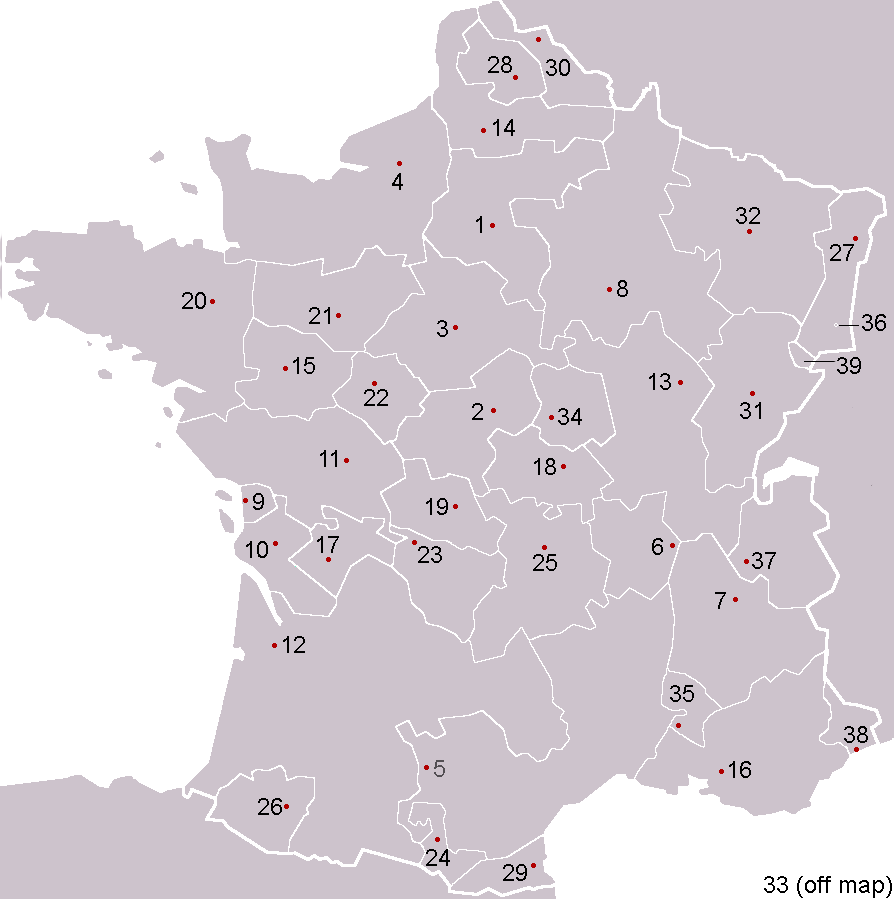
9 : l'Aunis

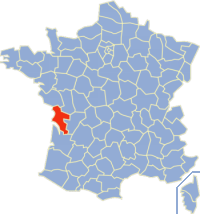
L'Aunis est inclus dans le département de la Charente-Maritime depuis 1790.

L’Aunis est une ancienne province historique de France, située dans le quart nord-ouest du département de la Charente-Maritime. Sa capitale historique est La Rochelle, celle-ci ayant succédé à Castrum Allionis (Châtelaillon), l'ancienne capitale ayant vraisemblablement donné son nom à la petite province.
L’Aunis constitue la plus petite province de France, pour ce qui est de la superficie.
Cette province a été officiellement reconnue par le roi Charles V en 1374  : « En 1374, Charles V détacha La Rochelle de la Saintonge pour en faire un gouvernement particulier qui comprit dans la juridiction Rochefort, Marennes et  quelque temps Benon. C'est alors que l'Aunis apparait légalement comme une province distincte ».
Le gentilé de l'Aunis est Aunisien.

## Toponymie
Le nom de cette petite province de l'Ouest de la France apparaît pour la première fois dans l'Histoire, en 785. À la suite de la partition de l'Aquitaine en neuf comtés, décrétée par Charlemagne en 778, le nom de l'Aunis, orthographiée « pagus Alnensis », apparaît alors dans le testament du comte Roger.
Mais l'étymologie de cette petite province a donné lieu à bien des interprétations différentes, et même à des fantaisies qui ont encore cours aujourd'hui. De nos jours, elle ne fait toujours pas l'unanimité parmi les historiens et étymologistes.
Cependant, trois interprétations intéressantes sont émises par les étymologistes, sans qu'il soit possible de trancher.
- Selon certains étymologistes, il faudrait lier le nom de la province à ses origines sylvestres, où les aulnes étaient des arbres très fréquents à l'époque médiévale ; ce serait le  « pays des aulnes »[6].
- Pour d'autres, il faut interpréter l'étymologie de la province en la rapprochant à celle d'un ancien peuple barbare, duquel elle tirerait son nom. Ainsi, selon certains historiens, l'Aunis aurait été peuplée par la tribu des Alains, qui envahit la Gaule en 406[7].
- Enfin, la troisième interprétation relie le nom de l'Aunis à l'histoire mouvementée de la ville de Châtelaillon dans sa période médiévale. La première capitale de l'Aunis fut en effet Châtelaillon (aujourd'hui Châtelaillon-Plage), désignée sous le nom de « Castrum Allionis » signifiant « château d'Aunis ». Cette dernière théorie est celle qui semble avoir la faveur d'un grand nombre d'historiens[8].

## Histoire
Longtemps, deux courants de pensées diamétralement opposés se sont heurtés concernant l’histoire ancienne de l’Aunis  (L’Aunis antique, un déni d’histoire – Gil Arqué -  in : revue Le Picton N°243 – mai-juin 2017 – pp 4-7) :
Le premier, issu d’historiens illustres à partir du XVIIIe siècle, a perduré dans la mémoire collective jusqu’à nos jours. Il peut se résumer en trois phrases :
- « Pendant l’antiquité, la région, qui sera tardivement appelée Aunis et reconnue comme une province, sera longtemps à l’écart de la civilisation »
- « A l’époque celtique, puis gallo-romaine, la partie septentrionale de la Santonie qui sera nommée à l’époque médiévale l’Aunis est une région longtemps délaissée, à l’écart de la civilisation, comme de tout axe de communication »
- « Toutes ces caractéristiques naturelles réunies feront de « cette région, (…), souvent inondée, marécageuse, peu saine, peu riche, facile à défendre, mais ne pouvant servir de point d’appui pour une attaque une contrée inhospitalière pendant de longs siècles »
Le second est résumé dès 1885 par Georges Musset en introduction à son ouvrage sur la préhistoire de la Charente-Inférieure (La Charente-Inférieure avant l’histoire et dans la légende – La Rochelle – 1885 – Georges Musset – pp1/2) :
«  La Saintonge, de l’avis de tous, très anciennement peuplée, a joué un rôle à l’époque gallo-romaine et même gauloise, tandis que l’Aunis aurait été une sorte de Thébaïde, un pays désert, enfiévré, malsain, coupé par des fondrières et des marécages, le refuge de tous les malhonnêtes gens et des déclassés. Ce n’est que tardivement selon tous qu’il se serait peuplé, et l’unanimité des affirmations de cette nature nous dispense de renvoyer à aucune d’elles, tant cette opinion a été celle de tous ceux qui se sont occupés de l’histoire de l’Aunis, sauf peut-être Lesson et Fleuriau de Bellevue. Cette idée nous l’avons combattue plusieurs fois, notamment à l’Association française pour l’avancement des sciences, à La Rochelle. Nous ne recommencerons pas ce plaidoyer. Nous nous contenterons simplement de dire que l’Aunis comme la Saintonge a été peuplé aux époques de la préhistoire, que nous retrouvons dans ce coin de terre les traces de la civilisation de la pierre et du bronze, et que si, toutes choses égales, le nombre des stations découvertes en Aunis n’est pas aussi considérable que celui des stations saintongeaises, la raison en est dans ce fait que l’exploration de l’Aunis, à ce point de vue spécial, ne remonte qu’à peu de temps, et qu’un très petit nombre d’archéologues s’y emploient. »
Celui-ci s’appuie sur un constat : Les découvertes archéologiques existent, elles sont nombreuses et contredisent les affirmations précédentes. 
Si l’ouvrage de Musset présente la liste des traces préhistoriques signalées en Charente-Maritime et notamment en Aunis à la fin du XIXe siècle, il faut attendre 1978 pour qu’un état des lieux sur l’Aunis antique soit publié dans les pages de la Revue de la Saintonge et de l’Aunis (Inventaire archéologique de l’Aunis. Période gallo-romaine, par Jean Métayer et Jean Flouret – in : Revue de la Saintonge et de l’Aunis – Tome IV – 1978).
Aujourd’hui, la synthèse des découvertes archéologiques présente de l’Aunis un territoire rural constellé de petites exploitations agricoles, puis de villas gallo-romaines, reliées entre elles par un maillage de chemins secondaires. Depuis la préhistoire, jusqu’au début ou peut-être milieu du Moyen-Âge, la configuration géographique très particulière de cette contrée diffère peu. C’était une presqu’île entourée d’îlots émergents. Les actuels marais (marais poitevin bordant le nord et marais de Rochefort le sud) étaient des indentations maritimes pénétrant profondément le tracé du littoral que nous connaissons aujourd’hui. La carte archéologique démontre une activité humaine importante à toutes les périodes, y compris sur la presque totalité des émergences isolées.
(Histoire de l’Aunis et de la Saintonge – Des origines à la fin du VIe siècle – Collectif sous la direction de Louis Maurin – 2007).
Certains signes confirment une activité économique organisée autour d’au moins 3 axes principaux : L’exploitation du sel de mer dès la protohistoire, la viticulture et la pèche. 
La découverte de très nombreuses monnaies romaines, y compris des trésors monétaires, issues de tout l’empire et couvrant les 4 premiers siècles de notre ère, précise l’importance du commerce local (Le médaillier des musées d’art et d’histoire de La Rochelle – l’empire romain – le trésor monétaire du IIIe siècle de « Puy Lizet » découvert sur la commune de La Flotte – Gil Arqué – Archéaunis 2016).
Les sites étudiés sont riches de productions importées démontrant un commerce très ouvert, facilité par les voies maritimes. (voir les travaux et publications de l'association rochelaise ARCHEAUNIS : https://archeaunis.blogspot.fr/)
La Commune de Saint-Georges-du-Bois a livré deux découvertes d’importance pour l’histoire antique de l’Aunis : Un amphithéâtre estimé à 3000 places et un temple de type « fanum »(Un fanum découvert à Saint-Georges-du-Bois ? par Michel Bernard, Denis Briand et Georges Durand – in : La lettre d’Archéaunis N°33 – 2009 -  (ISSN 1247-9950) -  pp2–4), deux lieux de rassemblement qui précisent bien une organisation humaine structurée.
Son nom, pagus Alnensis, apparaît pour la première fois en 785. Elle dépendait alors des comtes du Poitou. Vers la fin du Xe siècle, à la suite de l'effondrement du pouvoir carolingien, l'Aunis se détacha de la Saintonge et eut pour première capitale, Châtelaillon.
Aux IXe et Xe siècles, les comtes du Poitou s'empressèrent d'abord de fortifier le littoral de l'Aunis. Ils érigèrent la puissante forteresse de Châtelaillon avec ses quatorze tours, afin de parer à la menace que constituait les Vikings. Mais les incursions répétées des Normands à l'intérieur des terres, où ils remontaient le cours des fleuves et des rivières, créaient une insécurité encore plus grande. C'est pourquoi le Duc du Poitou établit, dans sa petite province, la cité fortifiée de Surgères au IXe siècle ou encore le castrum de Benon, avec "un donjon qui s'élevait au milieu d'une place, entourée de deux chemins de ronde et de trois larges douves".
À partir du XIe siècle, les comtes du Poitou commencèrent à s'intéresser à l'arrière-pays de cette petite région, longtemps isolée et délaissée, et décidèrent alors de la mettre en valeur. Tout d'abord, ils encouragèrent l'installation de puissantes abbayes afin de défricher l'antique forêt d'Argenson. Benon accueillit l'abbaye de la Grâce-Dieu, qui fut la toute première abbaye cistercienne à être fondée en Aunis, celle-ci participa activement au mouvement de défrichement. Grâce aux moines défricheurs, de vastes clairières furent ouvertes dans l'antique forêt pour y fixer des villages et des cultures (blé, avoine, orge) et y planter assez précocement la vigne. Ce puissant mouvement monastique, relayé ensuite par les seigneurs laïcs, participa au défrichement de l'Aunis dès le XIe siècle. Mais c'est surtout aux XIIe et XIIIe siècles que cette mise en valeur, de ce qui constituera plus tard la plaine de l'Aunis, connaîtra son plein développement.
Sur le littoral, des salines ont été aménagées et ont fait les débuts de la richesse de l'Aunis, et à partir du XIe siècle, assuré la prospérité de la province. Châtelaillon devint rapidement la grande cité fortifiée de l'Aunis et un important port par lequel transitait le sel de l'Aunis et le vin de la Saintonge.
À la suite de la chute de Châtelaillon en 1130, La Rochelle prit rapidement de l'importance et devint la nouvelle capitale de l'Aunis : « La chute de Châtelaillon date de 1130, mais ce n'est qu'en 1144 que le domaine entier de la famille Alon fut démembré. Une partie passa aux Mauléon, en particulier la presqu'île d'Aunis sur laquelle allait s'élever dès 1151 la nouvelle ville de La Rochelle ».
Cette petite province fut donc occupée en 1130 par le duc d'Aquitaine Guillaume X, portée en dot par Aliénor d'Aquitaine à Louis VII, puis, après le divorce de cette princesse, à Henri II, roi d'Angleterre. L'Aunis fut enlevée aux Anglais par Louis VIII en 1224, mais leur fut restituée par le traité de Brétigny en 1360 par Jean II. Ce dernier  secoua leur joug en 1371 et livra la petite province au roi de France Charles V.

### La province de l'Aunis naît en 1374
C'est alors que ce roi l'érigea officiellement en province, en la détachant définitivement de la Saintonge en 1374 : « En 1374, Charles V détacha La Rochelle de la Saintonge pour en faire un gouvernement particulier qui comprit dans la juridiction Rochefort, Marennes et quelque temps Benon. C'est alors que l'Aunis apparait légalement comme une province distincte ». 

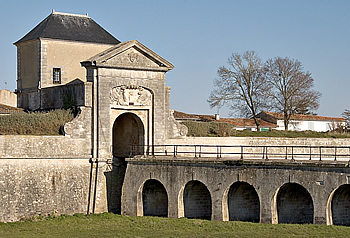
Les fortifications de Vauban à Saint-Martin-de-Ré

L'Aunis était une province beaucoup plus étendue à l'époque médiévale, et elle a connu de nombreuses fluctuations de ses limites territoriales. Elle s'étendait du Marais Poitevin au nord, jusqu'à la basse vallée de la Charente, au sud. À l'ouest, elle incluait l'île de Ré, ainsi que l'île d'Aix, face à l'embouchure de la Charente. Par contre, ses terres, à l'est, ont connu des limites extrêmement variables et qui sont demeurées incertaines. Il semble bien que l'Aunis s'étendait jusqu'aux portes de Niort et incluait également la viguerie de Saint-Jean-d'Angély. Lors de la création officielle de la province en 1374, pendant le règne de Charles V, l'Aunis reçoit Rochefort et Marennes, mais ses limites à l'est ne sont pas précisées.

### L'Aunis pendant la Réforme
La Réforme s'y introduisit dès le temps de François Ier et y devint très puissante : l'Aunis fut le dernier rempart de la résistance du parti, qui ne succomba qu'avec La Rochelle en 1628.

### L'Aunis à la fin de l'Ancien Régime
Lors de la création des départements français à la Constituante de 1790, l'Aunis est une très petite province autant par sa superficie que par sa population. Malgré la résistance de ses habitants et l'intervention énergique de ses députés, elle a été associée en 1790 à la plus grande partie de la Saintonge pour former le département de la Charente-Maritime.

## Citation
Rabelais, Gargantua, chap. 33 : (les conseillers à Picrochole) :
« L'aultre partie, cependent, tirera vers Onys, Sanctonge, Angomoys et Gascoigne, ensemble Perigot, Medoc et Elanes. Sans resistence prendront villes, chasteaux et forteresses. »

## Principaux monuments
À La Rochelle :

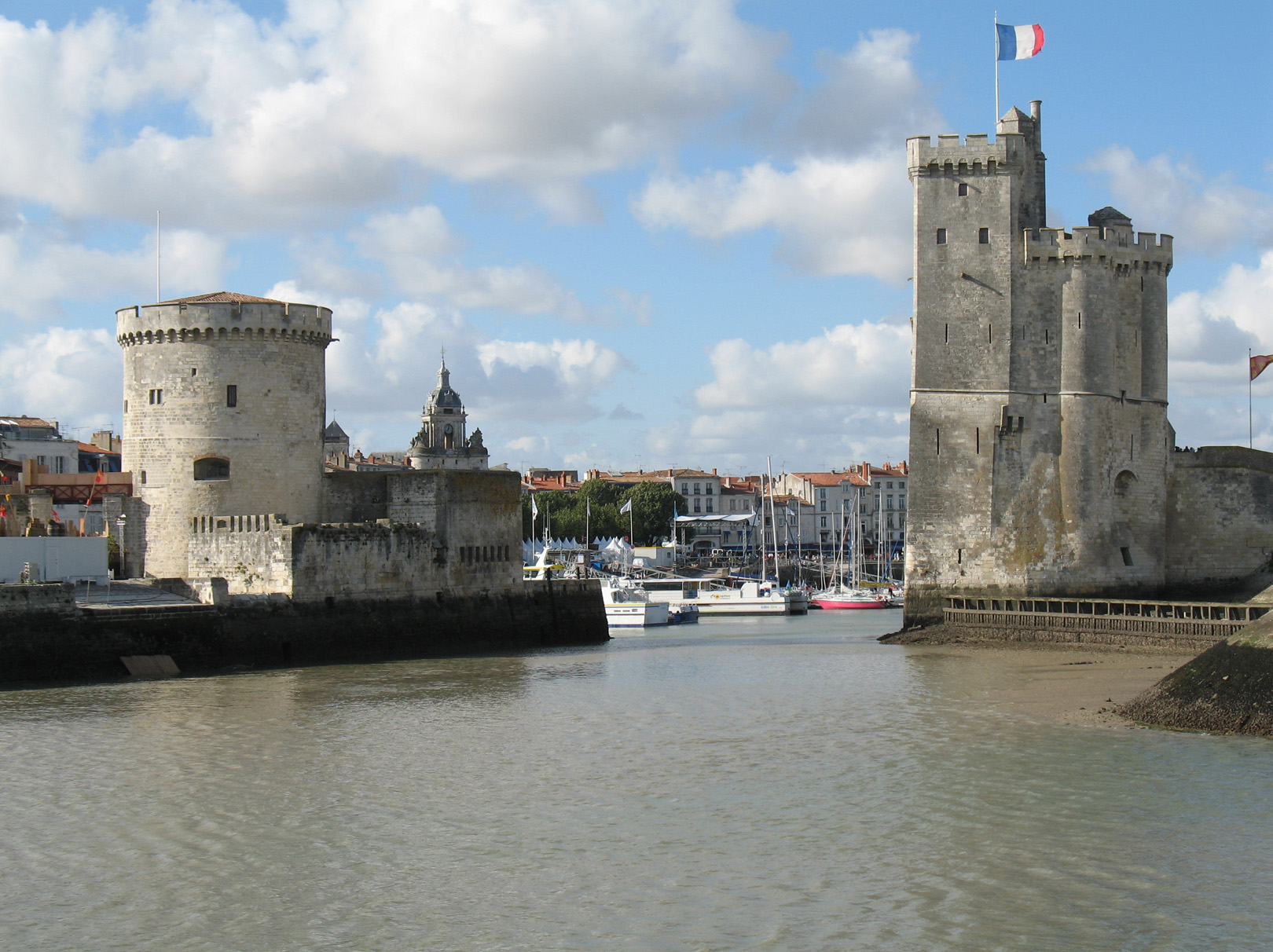
L'entrée du Vieux-Port de La Rochelle

- Les tours Saint-Nicolas, de la Chaîne, de la Lanterne (ou des Quatre Sergents).
- L'hôtel de ville Renaissance.

À Surgères :
- L'église romane Notre-Dame de Surgères

À Rochefort :
- La Corderie royale.

## Personnalités liées à l'Aunis
- Amador de la Porte, Gouverneur des pays Saintonge et de l'Aunis.

## Source partielle
- Gil Arqué, L'Aunis avant "son histoire", état de la question et perspectives - 1 - Pré et protohistoire, in : Revue de la Saintonge et de l'Aunis, Tome XLIV, 2019, pp. 7-38
- Marie-Nicolas Bouillet  et Alexis Chassang (dir.), « Histoire de l'Aunis » dans Dictionnaire universel d’histoire et de géographie, 1878 (lire sur Wikisource)